# Wiktor Frankenstein

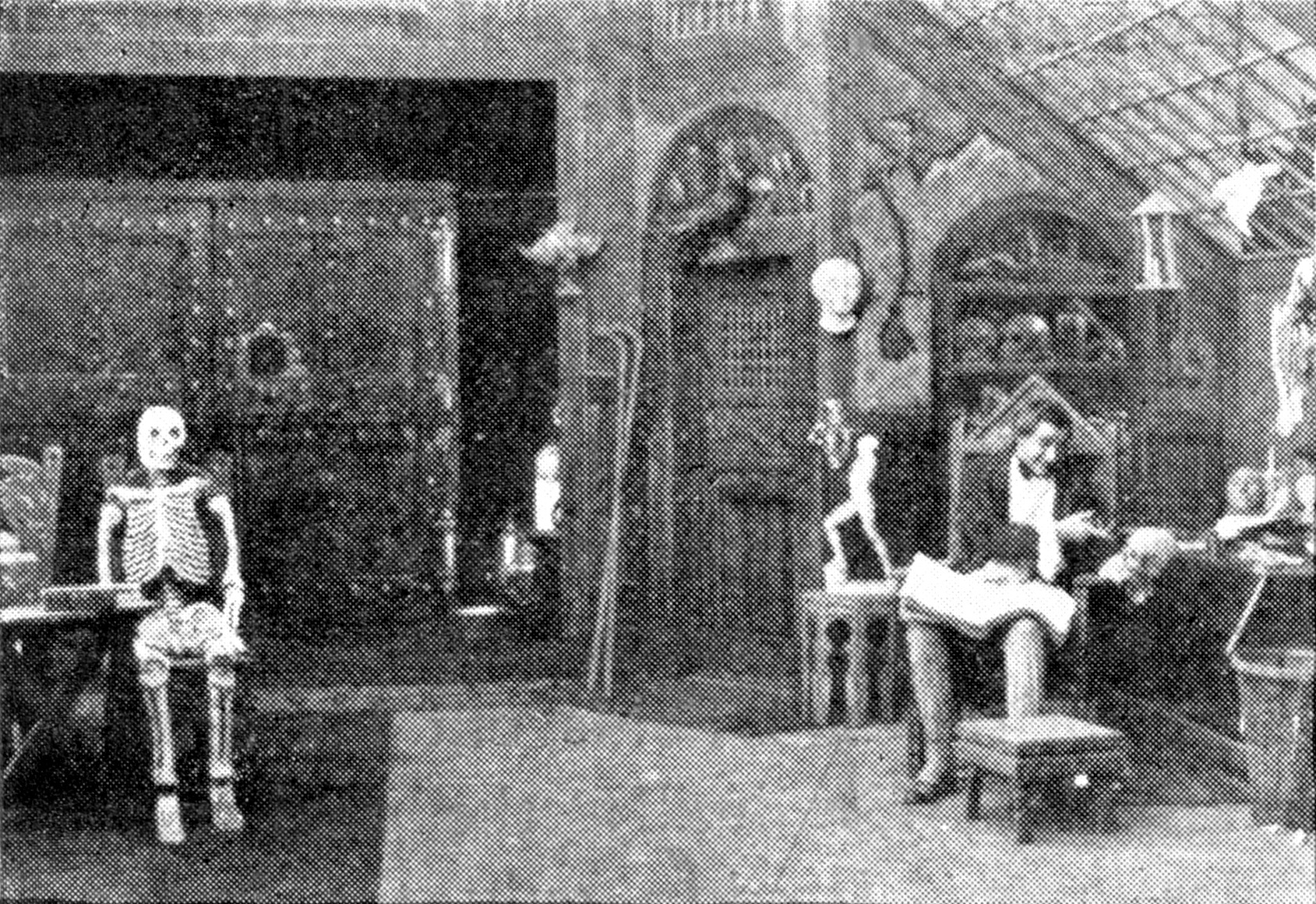
Postać Wiktora Frankensteina w filmie Frankenstein (1910)

Wiktor Frankenstein (ang. Victor Frankenstein) – postać fikcyjna, bohater powieści Frankenstein (1818) Mary Shelley i szeregu jej adaptacji filmowych, naukowiec, któremu udało się stworzyć istotę, sztucznego człowieka, z ożywionych ludzkich zwłok.

## Historia
Wiktor Frankenstein urodził się w Neapolu, gdzie wychowywał się w szczęśliwej rodzinie. W wieku 17 lat rozpoczyna studia na Uniwersytecie w Ingolstadt. Tam interesuje się problemem życia i śmierci. Postanawia, wykorzystując swoją wiedzę z dziedziny alchemii, medycyny i anatomii, ożywić ludzkie zwłoki. To pragnienie staje się jego obsesją. Po wielu miesiącach wytężonej pracy udaje mu się tego dokonać. Tworzy i ożywia istotę, zszytą z fragmentów martwych ciał, obdarzoną dużą inteligencją. Jednak stwór, który powstał okazuje się mieć odrażający wygląd, nienaturalny wzrost i siłę. Wiktor przerażony tym, czego dokonał, nie chce zaakceptować nowego istnienia. Nie zastanawiając się nad tym, czy potwór posiada jakieś uczucia i jak zachowanie Frankensteina wpłynie na niego, pozbywa się go i zapomina o jego istnieniu. Jednak ulga, którą czuje, nie trwa długo. Stwór porzucony przez swojego stwórcę, czuje się samotny. Pragnie zbliżyć się do innych ludzi, ale jego wygląd budzi w nich przerażenie i odrazę. Stwór pod wpływem rozgoryczenia dopuszcza się zbrodni. Następnie powraca do swojego stwórcy i żąda, aby stworzył dla niego partnerkę – kobietę taką jak on, z którą mógłby stworzyć rodzinę. Pragnie przestać być samotny na świecie. Frankenstein przysięga spełnić jego prośbę, jednak potem zmienia zdanie, stwierdziwszy, że nie chce już eksperymentować z ludzkimi zwłokami. Boi się też konsekwencji, jakie dla ludzkości mogłoby mieć powstanie całej rasy potworów. Stwór doprowadzony do szału złamaniem przysięgi, morduje rodzinę Wiktora: jego żonę Elżbietę, brata Williama oraz przyjaciela naukowca, Henryka. Po tym czynie ucieka, wiedząc, że Wiktor będzie go ścigał. Zostawia nawet swemu stwórcy znaki, by ten zawsze mógł kierować się w tę samą stronę, co on. Ostatecznie docierają do koła podbiegunowego, gdzie stwór popełnia samobójstwo, rzucając się na stos pogrzebowy. Po jakimś czasie umiera też Wiktor, jednak wcześniej opowiada swoje przeżycia kapitanowi Robertowi Waltonowi, którego statek odnalazł go w pobliżu koła podbiegunowego.
Postać Frankensteina pobudza do stawiania pytań o granice eksperymentów naukowych, igrania z życiem i śmiercią oraz istoty człowieczeństwa.
Mimo że w powieści powstały stwór nie ma imienia, w kulturze masowej przyjęło się nazywać go również Frankenstein.

## Pierwowzory postaci Frankensteina
W miejscowości Frankenstein (Ząbkowice Śląskie) miała miejsce afera grabarzy, których w 1606 roku oskarżano o sporządzanie „trującego proszku” z ludzkich zwłok. Jego rozsypywanie po domach i smarowanie nim klamek miało być przyczyną zarazy.
Autorka nie podaje w swej powieści dokładnego opisu procesu, uważa się jednak powszechnie, iż Frankenstein ożywił złożonego przez siebie stwora przy użyciu wyładowania elektrycznego. Taką metodę stosowano w filmowych ekranizacjach powieści. Pierwowzorem Frankensteina był prawdopodobnie alchemik, filozof i wynalazca – Johann Konrad Dippel.